# كريس برانتلي
كريس برانتلي (بالإنجليزية: Chris Brantley) هو لاعب كرة قدم أمريكية أمريكي، ولد في 12 ديسمبر 1970 في راهواي في الولايات المتحدة.

## وصلات خارجية
- كريس برانتلي على موقع مرجع كرة القدم المحترفة.كوم (الإنجليزية)